# Guatteria venezuelana
Guatteria venezuelana är en kirimojaväxtart som beskrevs av Robert Elias Fries. Guatteria venezuelana ingår i släktet Guatteria och familjen kirimojaväxter. Inga underarter finns listade i Catalogue of Life.